# Буранг
Буранг (кит. 普兰镇, пін. Pŭlán Zhèn) — містечко у КНР, адміністративний центр однойменного повіту на півдні префектури Нгарі.

## Географія
Буранг розташовується у південно-західній частині регіону У-Цанг, лежить на річці Ґхаґхара.

### Клімат
Містечко перебуває у зоні так званої «гірської тундри», котра характеризується кліматом арктичних пустель. Найтепліший місяць — липень із середньою температурою 10.1 °C (50.2 °F). Найхолодніший місяць — січень, із середньою температурою -11.7 °С (10.9 °F).
| Клімат Буранга          | Клімат Буранга | Клімат Буранга | Клімат Буранга | Клімат Буранга | Клімат Буранга | Клімат Буранга | Клімат Буранга | Клімат Буранга | Клімат Буранга | Клімат Буранга | Клімат Буранга | Клімат Буранга | Клімат Буранга |
| Показник                | Січ.           | Лют.           | Бер.           | Квіт.          | Трав.          | Черв.          | Лип.           | Серп.          | Вер.           | Жовт.          | Лист.          | Груд.          | Рік            |
| Середній максимум, °C   | −5,8           | −5,4           | −2,2           | 1,8            | 5,3            | 9,1            | 10,6           | 9,7            | 7,8            | 2,4            | −1,6           | −4             | 2,3            |
| Середня температура, °C | −11,7          | −10,3          | −6,7           | −1,5           | 2,9            | 7,6            | 10,1           | 9,8            | 6,7            | 0,2            | −5,1           | −9,3           | −0,6           |
| Середній мінімум, °C    | −21            | −19,8          | −16,2          | −12,2          | −8,7           | −4,1           | −1             | −1,3           | −4,8           | −11,8          | −17            | −19,9          | −11,5          |
| Норма опадів, мм        | 7.4            | 16             | 24.3           | 15.2           | 18.5           | 16.3           | 30.9           | 41.1           | 13.6           | 7.9            | 10.4           | 7.4            | 209            |
| Днів з опадами          | 6              | 6,8            | 6,1            | 6              | 8,1            | 11,8           | 17,9           | 16,3           | 12,6           | 3,5            | 2,5            | 2,9            | 100,5          |
| Вологість повітря, %    | 50.5           | 52.7           | 50.7           | 49.8           | 53.4           | 64.2           | 74.9           | 76.7           | 69.1           | 57.3           | 49.6           | 45.8           | 57.9           |
| ----------------------- | -------------- | -------------- | -------------- | -------------- | -------------- | -------------- | -------------- | -------------- | -------------- | -------------- | -------------- | -------------- | -------------- |
| Джерело: Weatherbase    |                |                |                |                |                |                |                |                |                |                |                |                |                |